# 모여라 5시
모여라 5시는 KBS에서 방송되었던 시사교양 프로그램이다.

## 코너 목록
- 《두치와 뿌꾸》